# Teorema de Stokes

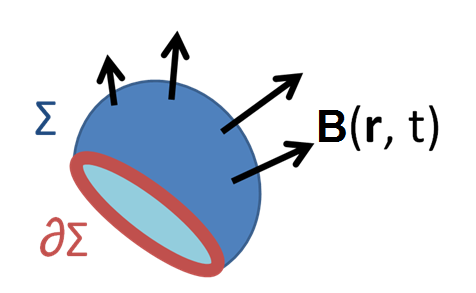
El teorema de Stokes es ubicuo en áreas de la ciencia como la Física, especialmente en Electromagnetismo. Aquí, el flujo del rotacional del campo inducción magnética (B) se puede sustituir por la integral de camino de dicho campo, derivando así la ley de Ampère

El teorema de Stokes, también llamado teorema de Kelvin-Stokes, es un teorema en cálculo vectorial en {\displaystyle \mathbb {R} ^{3}}. Dado un campo vectorial, el teorema relaciona la integral del rotacional de un campo vectorial sobre una superficie, con la integral de línea del campo vectorial sobre la frontera de la superficie.
El teorema de Stokes es un caso especial del teorema de Stokes generalizado.

## Teorema
Sea {\displaystyle \Sigma } una superficie suave orientada en {\displaystyle \mathbb {R} ^{3}} con frontera {\displaystyle \partial \Sigma }. Si un campo vectorial {\displaystyle \mathbf {F} =(P(x,y,z),Q(x,y,z),R(x,y,z))} está definido y tiene derivadas parciales continuas en una región abierta que contiene a {\displaystyle \Sigma } entonces
{\displaystyle \oint _{\partial \Sigma }\mathbf {F} \cdot d\mathbf {r} =\iint _{\Sigma }\left(\nabla \times \mathbf {F} \right)\cdot d\mathbf {S} }
de manera más explícita, la igualdad anterior dice que 
{\displaystyle {\begin{aligned}&\oint _{\partial \Sigma }\left(Pdx+Qdy+Rdz\right)\\&=\iint _{\Sigma }\left[\left({\frac {\partial R}{\partial y}}-{\frac {\partial Q}{\partial z}}\right)dydz+\left({\frac {\partial P}{\partial z}}-{\frac {\partial R}{\partial x}}\right)dzdx+\left({\frac {\partial Q}{\partial x}}-{\frac {\partial P}{\partial y}}\right)dxdy\right]\end{aligned}}}

## Aplicaciones

### Ecuaciones de Maxwell
En electromagnetismo, el teorema de Stokes justifica la equivalencia entre la forma diferencial de la ecuación de Maxwell-Faraday y la ecuación de Maxwell-Ampère y la forma integral de estas ecuaciones.
Para la ley de Faraday, el teorema de Stokes se aplica al campo eléctrico {\displaystyle \mathbf {E} }
{\displaystyle \oint _{\partial \Sigma }\mathbf {E} \cdot d\mathbf {r} =\iint _{\Sigma }\left(\nabla \times \mathbf {E} \right)\cdot d\mathbf {S} }
Para la ley de Ampère, el teorema de Stokes se aplica al campo magnético {\displaystyle \mathbf {B} }
{\displaystyle \oint _{\partial \Sigma }\mathbf {B} \cdot d\mathbf {r} =\iint _{\Sigma }\left(\nabla \times \mathbf {B} \right)\cdot d\mathbf {S} }